# Adinda platyperaeon
Adinda platyperaeon là một loài chân đều trong họ Scleropactidae. Loài này được Schultz miêu tả khoa học năm 1982.